# رئيس فانواتو
رئيس فانواتو هو المنصب الأعلى في فانواتو. تنتخب هيئة انتخابية مكونة من البرلمان ورؤساء مجالس المناطق الرئيس لدورة انتخابية أمدها 5 سنوات.
منصب الرئيس منصب تشريفي، لكنه يحتفظ بحق دستوري هو تعيين القائي الأعلى للمحكمة العليا و3 قضاة آخرين.
خلال الفترة 1887 إلى 1906 حكمت اللجنة البحرية المشتركة الأنجلو الفرنسية فانواتو التي كانت تسمى بهبريدس الجديدة، أما خلال فترة 1906 إلى 1980 فحكمها قائمة من الحكام المفوضين المقيمين الفرنسيين والبريطانيين.

## قائمة رؤساء فانواتو
| №   | الصورة | الاسم                                         | الفترة                                       | الانتماء السياسي         |
| --- | ------ | --------------------------------------------- | -------------------------------------------- | ------------------------ |
| 1   |        | آتي جورج سوكومانو                             | 30 تموز 1980 – 17 شباط 1984                  | حزب أرضنا                |
| —   |        | فردريك كارلوموانا تيماكاتا قائم بأعمال الرئيس | 17 شباط 1984 – 8 آذار 1984                   | حزب أرضنا                |
| (1) |        | آتي جورج سوكومانو                             | 8 آذار 1984 – 12 كانون الثاني 1989           | حزب أرضنا                |
| —   |        | أونين تاهي قائم بأعمال الرئيس                 | 12 كانون الثاني 1989 – 30 كانون الثاني 1989  | حزب أرضنا                |
| 2   |        | فردريك كارلوموانا تيماكاتا                    | 30 كانون الثاني 1989 – 30 كانون الثاني 1994  | حزب أرضنا                |
| —   |        | ألفرد ماسنغ قائم بأعمال الرئيس                | 30 كانون الثاني 1994 – 2 آذار 1994           | اتحاد الأحزاب المعتدلة   |
| 3   |        | جان ماري ليه لينيلغاو                         | 2 آذار 1994 – 2 آذار 1999                    | اتحاد الأحزاب المعتدلة   |
| —   |        | إدوارد ناتابي قائم بأعمال الرئيس              | 2 آذار 1999 – 24 آذار 1999                   | حزب أرضنا                |
| 4   |        | جون باني                                      | 25 آذار 1999 – 24 آذار 2004                  | اتحاد الأحزاب المعتدلة   |
| —   |        | روجر أبيوت قائم بأعمال الرئيس                 | 24 آذار 2004 – 12 نيسان 2004                 | حزب عمل فانواتو          |
| 5   |        | ألفرد ماسنغ                                   | 12 نيسان 2004 – 11 أيار 2004 (أبطل الانتخاب) | اتحاد الأحزاب المعتدلة   |
| —   |        | روجر أبيوت قائم بأعمال الرئيس                 | 11 أيار 2004 – 28 تموز 2004                  | حزب عمل فانواتو          |
| —   |        | جوسياس مولي قائم بأعمال الرئيس                | 28 تموز 2004 – 16 آب 2004                    | اتحاد الأحزاب المعتدلة   |
| 6   |        | كالكوت ماتاسكيليكيلي                          | 16 آب 2004 – 16 آب 2009                      | الحزب المتحد الوطني      |
| —   |        | ماكسيم كارلوت كورمان قائم بأعمال الرئيس       | 16 آب 2009 – 2 أيلول 2009                    | اتحاد الأحزاب المعتدلة   |
| 7   |        | يولو أبيل                                     | 2 أيلول 2009 – 2 أيلول 2014                  | حزب أرضنا                |
| —   |        | فيليب بويدورو قائم بأعمال الرئيس              | 2 أيلول 2014 – 22 أيلول 2014                 | حزب أرضنا                |
| 8   |        | بالدوين لونسديل (1950–2017)                   | 22 سبتمبر 2014 – 17 يونيو 2017               | مستقل                    |
| —   |        | إسمون سايمون قائم بأعمال المنصب               | 17 يونيو 2017 – 6 يوليو 2017                 | الحزب الميلانيزي التقدمي |
| 9   |        | تاليس أوبد موسيس                              | 6 يوليو 2017 – 6 يوليو 2022                  | مستقل                    |
|     |        | سولي سيميون                                   | 6 يوليو 2022 – 23 يوليو 2022                 |                          |
| 10  |        | نيكينيك فوروبارافو                            | 23 يوليو 2022 – في المنصب                    | حزب أرضنا                |